# Uma Nova História (DVD)
Uma Nova História é o quarto DVD do cantor brasileiro Fernandinho. Gravado na cidade de Betim, em Minas Gerais, registrou as canções do disco Uma Nova História, incluindo faixas de discos anteriores do músico, como "Há um Rio" e "Faz Chover". Foi dirigido por Alex Passos.

## Faixas
1. "Seu sangue"
2. "Eu vou subir a montanha"
3. "Temos que ser um"
4. "Fogo consumidor"
5. "Pai de multidões"
6. "Faz Chover"
7. "Uma nova história"
8. "Deus tem o melhor pra mim"
9. "Grandes coisas (God of this City)"
10. "Todas as coisas"
11. "Ainda que a Figueira"
12. "Há um Rio"
13. "Eu Fui Comprado"